# Martin Klessinger
Martin Klessinger (* 14. September 1934 in Berlin) ist ein deutscher Chemiker (Organische Chemie, Theoretische Chemie), der Hochschullehrer an der Universität Münster war.
Klessinger besuchte die Schule (Birklehof) in Hinterzarten im Schwarzwald und studierte ab 1953  Chemie an der Albert-Ludwigs-Universität Freiburg. Er wurde 1961 bei Wolfgang Lüttke in Göttingen  promoviert (Thema: „Das chromophore System der Indigofarbstoffe“),  habilitierte sich 1968 in Göttingen (SCGF-Rechnungen an mehratomigen Molekülen) und wurde 1971 ordentlicher Professor für Theoretische Organische Chemie in Münster. 1999 wurde er emeritiert.
Klessinger befasste sich insbesondere mit Photochemie organischer Moleküle. Neben der Chemie beschäftigt er sich auch mit der Musikwissenschaft, zu der er Vorlesungen und Seminare bei Wilibald Gurlitt (Freiburg), Hermann Fuchs (Göttingen) und Klaus Hortschansky (Münster) besuchte. Nach seiner Emeritierung veröffentlichte er zwei Bücher zum Thema Opern.

## Schriften
- Herausgeber: Physikalische Organische Chemie, Band 3: Lichtabsorption und Photochemie, Verlag Chemie 1989
- Elektronenstruktur organischer Moleküle: Grundbegriffe quantenchemischer Betrachtungsweisen, Verlag Chemie 1982
- mit Josef Michl: Lichtabsorption und Photochemie organischer Moleküle, Wiley-VCH 1989
  - Englische Ausgabe: Excited states and photochemistry of organic molecules, VCH 1995
- Konstitution und Lichtabsorption organischer Farbstoffe, Chemie in unserer Zeit, 1978, Heft 1, S. 1
- „O wie ängstlich, o wie feurig, ...“: Form und Ausdruck in der Musik der Oper von Monteverdi bis Rihm. agenda Verlag, Münster 2009, ISBN 978-3-89688-391-9.
- Die Musik der Oper und ihre Entwicklung von den Anfängen bis zur Gegenwart. agenda Verlag, Münster 2019, ISBN 978-3-89688-638-5.